# David-Eugène Girin
 (avril 2016).
David-Eugène Girin est un peintre français, né le 23 décembre 1848 à Lyon et mort dans la même ville le 16 décembre 1917.
Il fut un peintre de genre et de natures mortes avant de se tourner vers le paysage.

## Biographie
David-Eugène Girin est né à Lyon, rue de Sève (1er arrondissement) le 23 décembre 1848. Fils de Michel Girin, tisseur, il s'inscrit à l'école des beaux-arts de Lyon le 5 octobre 1864, mais il ne reste que vingt jours dans la classe des Principes. Le 2 décembre 1867, il entre dans la classe de peinture de Joseph Guichard. Il est ensuite formé par Antoine Jean Bail et, à Paris, par le graveur Lehman. Sa première exposition a lieu en 1868. Pendant la guerre franco-prussienne, il est mobilisé et part combattre à Belfort en 1870, aux côtés d'autres artistes comme les peintres Claudius Barriot, Aimé Perret ou le sculpteur Jacques Perrin. À son retour, il recommence à peindre et expose principalement à Lyon. Pendant dix-sept ans, il réalise surtout des peintures de genre, des natures mortes avant de changer de sujet en 1887. Il s'intéresse alors aux paysages.
En 1888, il épouse Henriette Magnin, fille du chef-comptable de la Compagnie du gaz, née en 1853. Ils s'installent rue Ferrandière à Lyon. L'atelier de David-Eugène Girin est situé dans le deuxième arrondissement lyonnais, dans l'ancienne rue du Paradis, aujourd'hui renommée au nom de l'artiste. Il voyagea beaucoup : il peint des paysages de Martigues, de Paris et de Belgique.
David-Eugène Girin meurt le 16 décembre 1917. Une rétrospective de son œuvre est organisée l'année suivante au Salon d'automne à Paris.

## Style

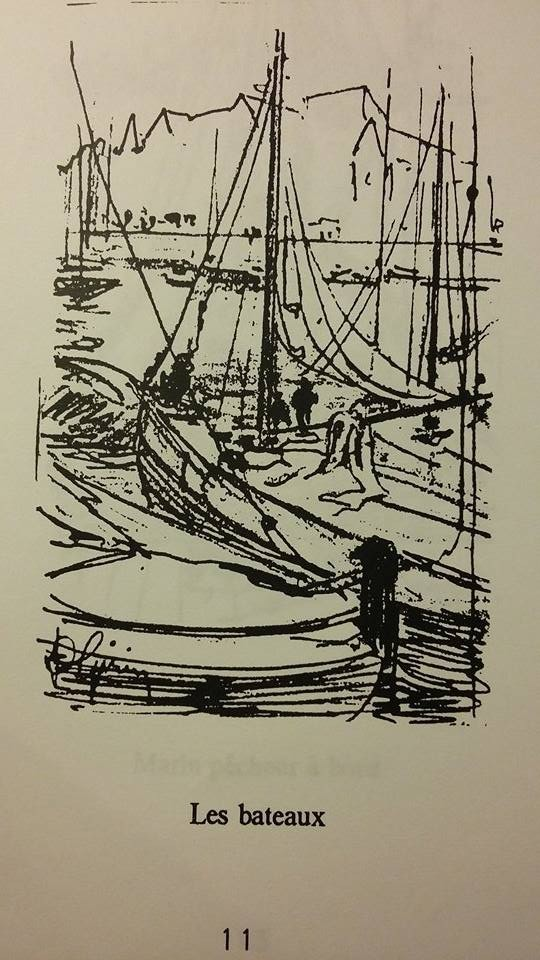
Les Bateaux, esquisse au fusain, musée des beaux-arts de Lyon.

David-Eugène Girin est un artiste qui s'est fait remarquer pour la diversité de ses œuvres, puisqu’il s’exprime dans tous les genres. Il s'inscrit dans la lignée d'Eugène Delacroix et de Joseph Guichard. Alphonse Germain l’a défini comme « un des rares peintres nés et formés à Lyon qui n’avait pas craint d’introduire dans leur art la fantaisie », ce qui est visible notamment avec Fêtes antiques.
C’est avant tout un dessinateur, il utilise le fusain et est maître du noir et blanc en quête du modelé. Il est reconnu pour ses jeux sur la lumière et sur les couleurs. Il excelle à rendre des gris estompés, et use en tant que coloriste de nombreuses tonalités. De plus il sait tirer le meilleur parti des effets de contre-jour. Il travaille également la matière avec élégance, et il a un vrai talent pour rendre les armures et la soie.
Pendant 17 ans, jusqu’en 1887, il pratique la peinture de genre et la nature morte, quand il change de sujet et s’intéresse à la nature et aux paysages. Le matin marque le changement définitif de sujet influencé par Jules Bastien-Lepage qui a représenté de nombreuses scènes de plein-air et de paysages.
On peut remarquer enfin trois phases principales dans les sujets de représentation de Girin : les sujets concernant les Pays-Bas, les paysages vaporeux des Dombes, et l’étude de l’Orient.

## Postérité
Une rétrospective a été organisée au Salon d'automne en 1918 et, plus récemment, certaines de ses toiles ont été exposées au 121e Salon international de printemps, du 1er au 22 mars 2008 (Palais municipal de Lyon)[réf. souhaitée].

## Œuvres dans les collections publiques
- Bourg-en-Bresse, musée de Brou :
  - Gardeuse de mouton ;
  - Gardien de mouton ;
- Lyon, musée des beaux-arts :
  - Le Matin, huile sur carton[4]

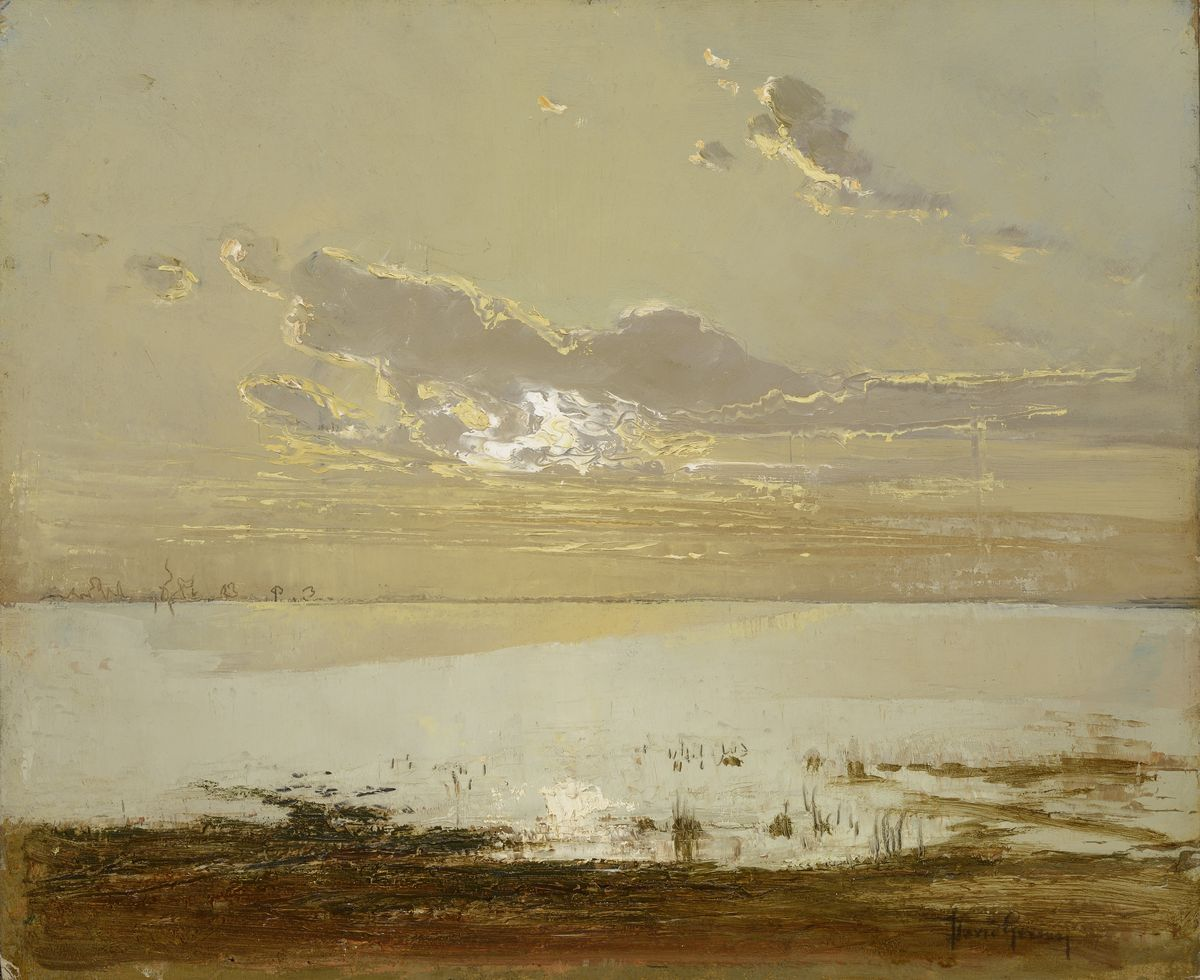
Ciel sur la Dombes, 1887, huile sur carton, musée des beaux-arts de Lyon.

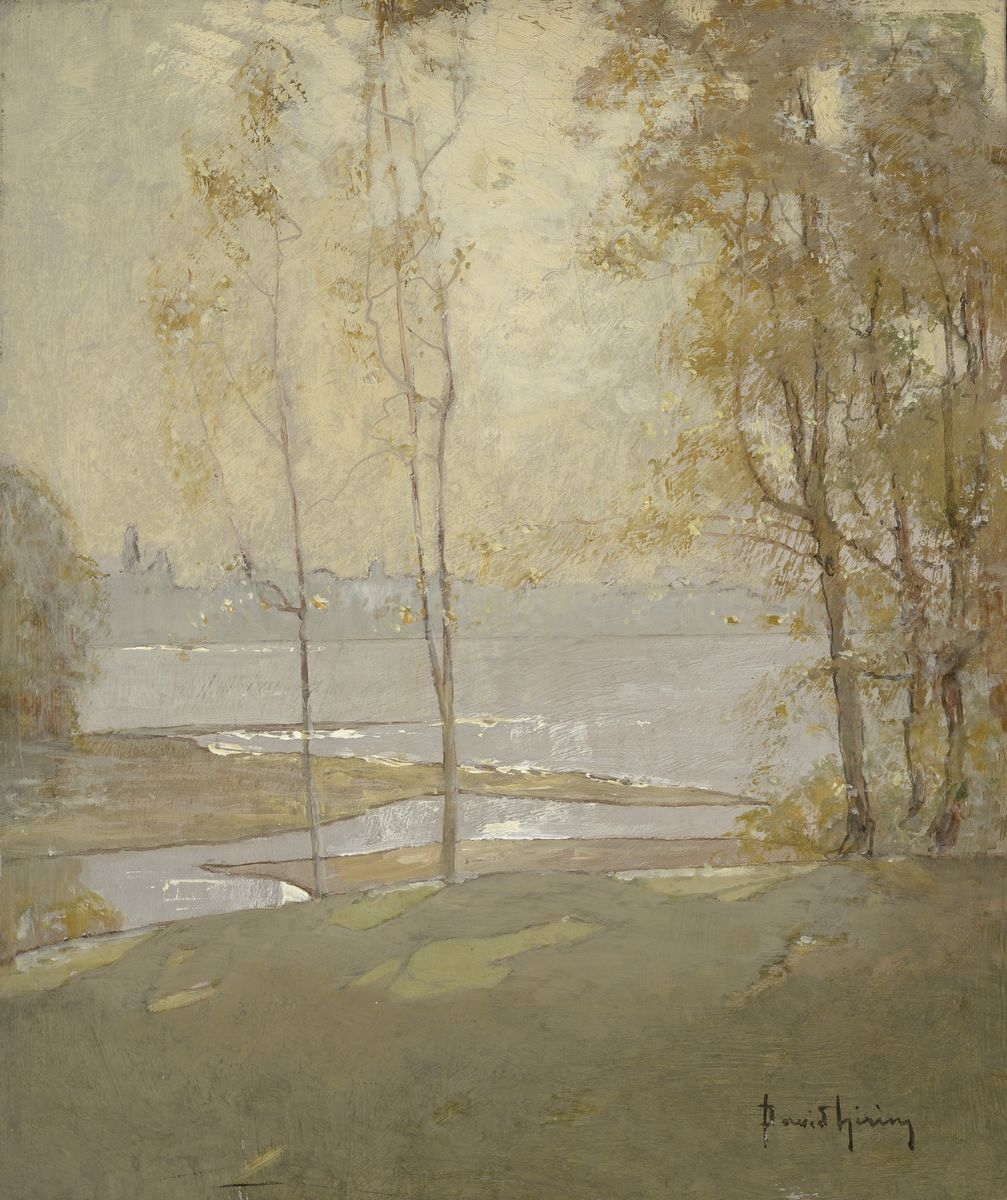
Le Matin, huile sur carton, musée des beaux-arts de Lyon.

  - Ciel sur la Dombes, après 1887, huile sur carton ;
  - Soir sur l’étang, huile sur panneau ;
  - Paysage, huile sur toile;
- Villefranche-sur-Saône, Musée Paul-Dini :
  - Thizy, huile sur toile.